# Pepe Ocio
Pepe Ocio (Madrid, 24 de desembre de 1976) és un actor format entre altres centres, a l'escola de Juan Carlos Corazza.
Es va donar a conèixer fa uns anys amb el seu paper de Don Miguel Ángel en la pel·lícula sobre l'Opus Dei Camino de Javier Fesser, guardonada amb 6 premis Goya l'any 2009 i per la qual va ser nominat com a millor actor de repartiment en els premis de la Unión de Actores y Actrices.
En els anys posteriors, ho hem pogut veure en infinitat de sèries com, La República, la reeixida Amar en tiempos revueltos, el telefilm d'Antena 3 Adolfo Suárez, el presidente o en la sèrie de Diagonal TV per TVE Carlos, rey emperador. O més recentment, en la segona temporada de Las chicas del cable(Netflix), com el Dr. Longoria o Traición, de TVE, com Jaime, Vota Juan (TNT), com Roberto, o la sèrie per Netflix, Alta Mar. on interpreta al Dr. Rojas.
Ha combinat els seus treballs en televisió i cinema, amb èxits teatrals com MBIG dirigida per José Martret, o l'aclamada Cuando deje de llover, d'Andrew Bovell, guanyadora dels premis Max 2015, produïda al Teatro Español i dirigida per Julián Fuentes Reta.
A la fi de 2016, es va incorporar a la funció Lluvia constante de Keith Huff, adaptada i dirigida per David Serrano, i que va protagonitzar al costat de Roberto Álamo i que es va tancar, al febrer de 2017 al Teatro Bellas Artes de Madrid. Aquest mateix any va entrar a formar part del repartiment de Smoking Room, dirigida per Roger Gual, versió per als escenaris, de la pel·lícula que porta el mateix nom i per la qual va ser nominat com a millor actor de repartiment, en els Premis de la Unión de Actores.
En 2019 tornaria per segona vegada al Festival Internacional de teatre clàssic de Mèrida, per a formar part del repartiment coral de l'obra Metamorfosi, al costat de Concha Velasco, Edu Soto, Secun de la Rosa o Belén Cuesta, entre altres i dirigida per David Serrano.
En cinema, destaquen, a més de Camí, les pel·lícules, Selfie de Víctor García León, Como la espuma de Roberto Pérez Toledo i Ignacio, rodada íntegrament en anglès, amb el director Paolo Dy, la premiada El reino de Rodrigo Sorogoyen i va ser un dels protagonistes del repartiment coral de Tiempo Después, de José Luis Cuerda.

## Filmografia
- Isaac (2019) de David Matamoros i Ángeles Hernández
- Tiempo después (2018) de José Luis Cuerda
- El reino (2018) de Rodrigo Sorogoyen
- Selfie (2017) de Víctor García León
- Como la espuma (2017) de Roberto Pérez Toledo
- La vida que nos espera (2017) de Martín Costa
- Ignacio de Loyola (2016) de Paolo Dy i Cathy Azanza
- Yo Presidenta (curtmetratge, 2015) d'Arantxa Echevarría
- El regreso de Elías Urquijo (2013) de Roque Madrid
- Camino (2008) de Javier Fesser
- La Bolita (curtmetratge d'Arturo Artal y Juan Carrascal, 2008)
- Manolete (2008) de Menno Meyjes
- La caixa Kovak (2006) de Daniel Monzón
- La noche del hermano (2005) de Santiago García de Leániz
- La viuda negra (2025) de Carlos Sedes

## Televisió
- Alta mar (2019) NETFLIX
- Vota Juan (2019) TNT ESPAÑA
- Traición (2017-2018) TVE
- Las chicas del cable (2017) NETFLIX
- Carlos, rey emperador (2015-2016) TVE
- Seis hermanas (2015) TVE
- Sin identidad (2015) A3
- Gran Hotel (2013) A3
- La República (2011) TVE
- Amar en tiempos revueltos (2011) TVE
- Crematorio (2011) CANAL PLUS
- Adolfo Suárez, el presidente (telefilm, 2010) A3
- Hermanos y detectives (2009) TELECINCO
- Camera Café (2007) TELECINCO

## Teatre
- Metamorfosis (2019) Dir. David Serrano. Festival internacional de Teatre Clàssic de Mérida
- Smoking Room (2017-2018) Dir. Roger Gual. Teatro Pavón Kamikaze
- Lluvia Constante (2016-2017) Dir. David Serrano. Teatro Bellas Artes
- Aquiles, el hombre (2016) Dir. José Pascual. Festival Internacional de Teatre Clàssic de Mèrida
- Debate (2016) Dir. Toni Cantó. Teatros del Canal
- Cuando deje de llover (2014-2015) Dir. Julián Fuentes Reta. Naves del Matadero. Teatro Español.
- MBIG (2013-2014) Dir. José Martret. Pensión de las pulgas

## Premis i nominacions
Premis de la Unión de Actores
| Any  | Categoria                                               | Treball      | Resultat |
| ---- | ------------------------------------------------------- | ------------ | -------- |
| 2009 | Millor interpretació masculina de repartiment en cinema | Camino       | Nominat  |
| 2018 | Millor interpretació masculina de repartiment en teatre | Smoking Room | Nominat  |